# 克尼特爾卡峰

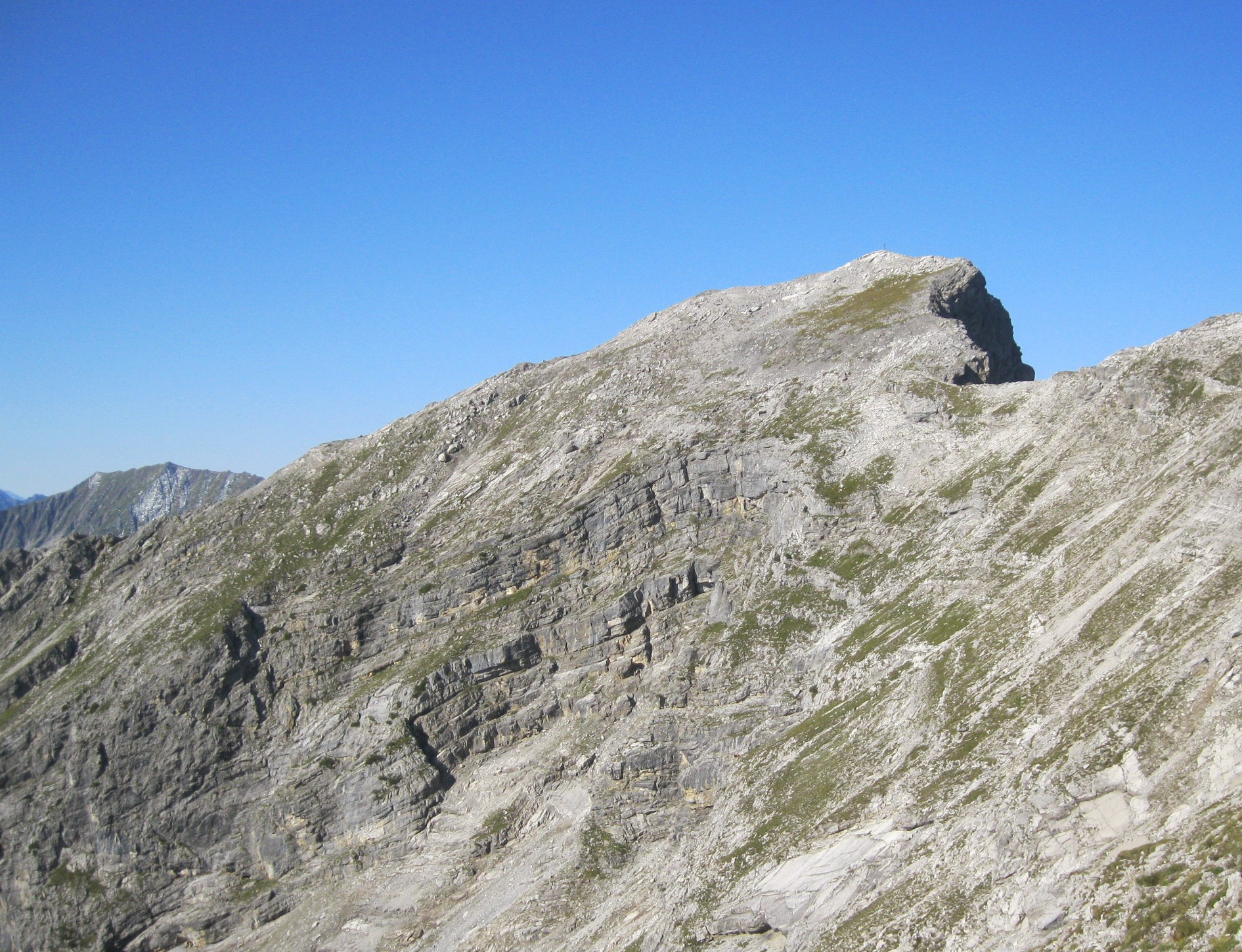

47°22′32″N 10°39′02″E / 47.37556°N 10.65056°E
克尼特爾卡峰（德語：Knittelkarspitze），是奧地利的山峰，位於該國西部，由蒂羅爾州負責管轄，屬於萊希塔爾阿爾卑斯山脈的一部分，距離埃默克羅伊茨峰5.6公里，海拔高度2,376米，每年平均降雨量1,698毫米。